# Carte du cours de la Rivière du Saguenay

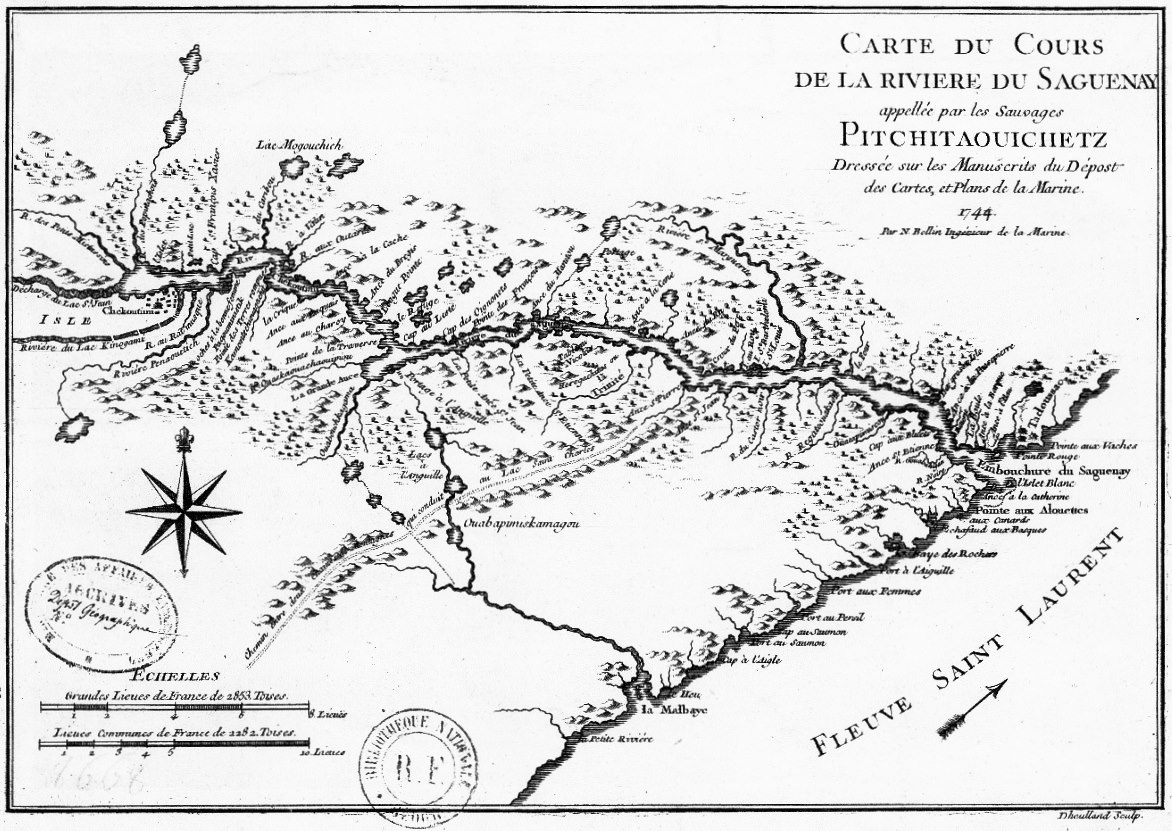
Carte du cours de la Rivière du Saguenay appelée par les Sauvages Pitchitaouichetz di Jacques-Nicolas Bellin conservato presso la Bibliothèque et Archives nationales du Québec.

La Carte du cours de la Rivière du Saguenay appelée par les Sauvages Pitchitaouichetz è una mappa disegnata nel 1744 dal cartografo francese Jacques-Nicolas Bellin. Questa carta rappresenta dettagliatamente il corso del fiume Saguenay, una via di comunicazione cruciale nella Nuova Francia, e riporta la toponimia indigena utilizzata dagli Innu (Montagnais), che chiamavano il fiume Pitchitaouichetz.

## Contesto storico
Nel XVIII secolo, la regione del Saguenay era fondamentale per il commercio delle pellicce nella Nouvelle-France. I mercanti francesi e i missionari gesuiti stabilirono posti di commercio e missioni lungo il fiume, come a Tadoussac e Chicoutimi, interagendo strettamente con le popolazioni indigene. La mappa di Bellin, basata su precedenti lavori cartografici come quelli del gesuita Pierre Laure, contribuì significativamente alla comprensione geografica della regione e alla pianificazione delle attività commerciali.

## Descrizione della mappa
La mappa misura circa 28,5 x 20,3 cm ed è caratterizzata da dettagli precisi del corso del fiume Saguenay e dei suoi affluenti. Bellin evidenziò posti di commercio chiave, insediamenti indigeni e utilizzò la toponimia locale per rappresentare accuratamente la geografia e l'uso del territorio da parte delle popolazioni autoctone.

## Importanza storica
Questa carta è una testimonianza dell'interazione tra i colonizzatori francesi e le popolazioni indigene dell'epoca. La rappresentazione dettagliata dei centri di commercio e degli insediamenti riflette l'importanza strategica del fiume Saguenay nel commercio delle pellicce e nelle relazioni franco-indigene. Inoltre, l'attenzione di Bellin alla toponimia indigena offre preziose informazioni sulla cultura e sulla lingua degli Innu nel XVIII secolo.
Conservazione e accessibilità
L'originale della mappa è conservato presso la Bibliothèque et Archives nationales du Québec.